# بيرنارد لهومي
بيرنارد لهومي (25 ديسمبر 1942 في مويوفري) (بالإنجليزية: Bernard Lhomme)‏ لاعب كرة قدم فرنسي معتزل كان يجيد اللعب في مركز الظهير . ساهم في تتويج نادي ليون ببطولة كأس فرنسا موسم 1972-1973 كما ساهم في احتلاله المركز الثاني لنفس البطولة في موسم 1970-1971 .

## وصلات خارجية
- بيرنارد لهومي على موقع قاعدة بيانات كرة القدم.إي يو (الإنجليزية)
- بيرنارد لهومي على موقع عالم كرة القدم.نت (الإنجليزية)